# Letgarda de Tost
Letgarda de Tost o Lletgarda (f. 1094) fue una dama de la nobleza catalana del siglo XI.

## Biografía
Era hija de Arnau Mir de Tost y Arsenda de Áger. Por parte de padre, pertenecía a la casa de Tost, nobles vinculados al Castillo de Tost.
Su hermana Valença de Tost se casó el año 1056 con Ramón IV de Pallars Jussá.

### Matrimonio y descendencia
Se casó con Ponce I de Cabrera, señor de Cabrera, en 1067, con quien tuvo cuatro hijos:
- Giraldo II de Cabrera, que sucedió a su padre.
- Ponce de Cabrera, probablemente casado con una dama leonesa y establecido en León, que fue la estirpe de los Ponce de Cabrera (y de los Ponce de León).
- Pedro de Cabrera, canónigo de Vich.
- Otra hija cuyo nombre se desconoce.